# Saint-Étienne-du-Grès
Saint-Étienne-du-Grès is een gemeente in het Franse departement Bouches-du-Rhône in de regio Provence-Alpes-Côte d'Azur en maakt deel uit van het arrondissement Arles. De gemeente telde 2.480 inwoners op 1 januari 2022.

## Geografie
De oppervlakte van Saint-Étienne-du-Grès bedraagt 29,04 vierkante kilometer; Op 1 januari 2022 was de bevolkingsdichtheid 85,4 inwoners per km².

De onderstaande kaart toont de ligging van Saint-Étienne-du-Grès met de belangrijkste infrastructuur en aangrenzende gemeenten.

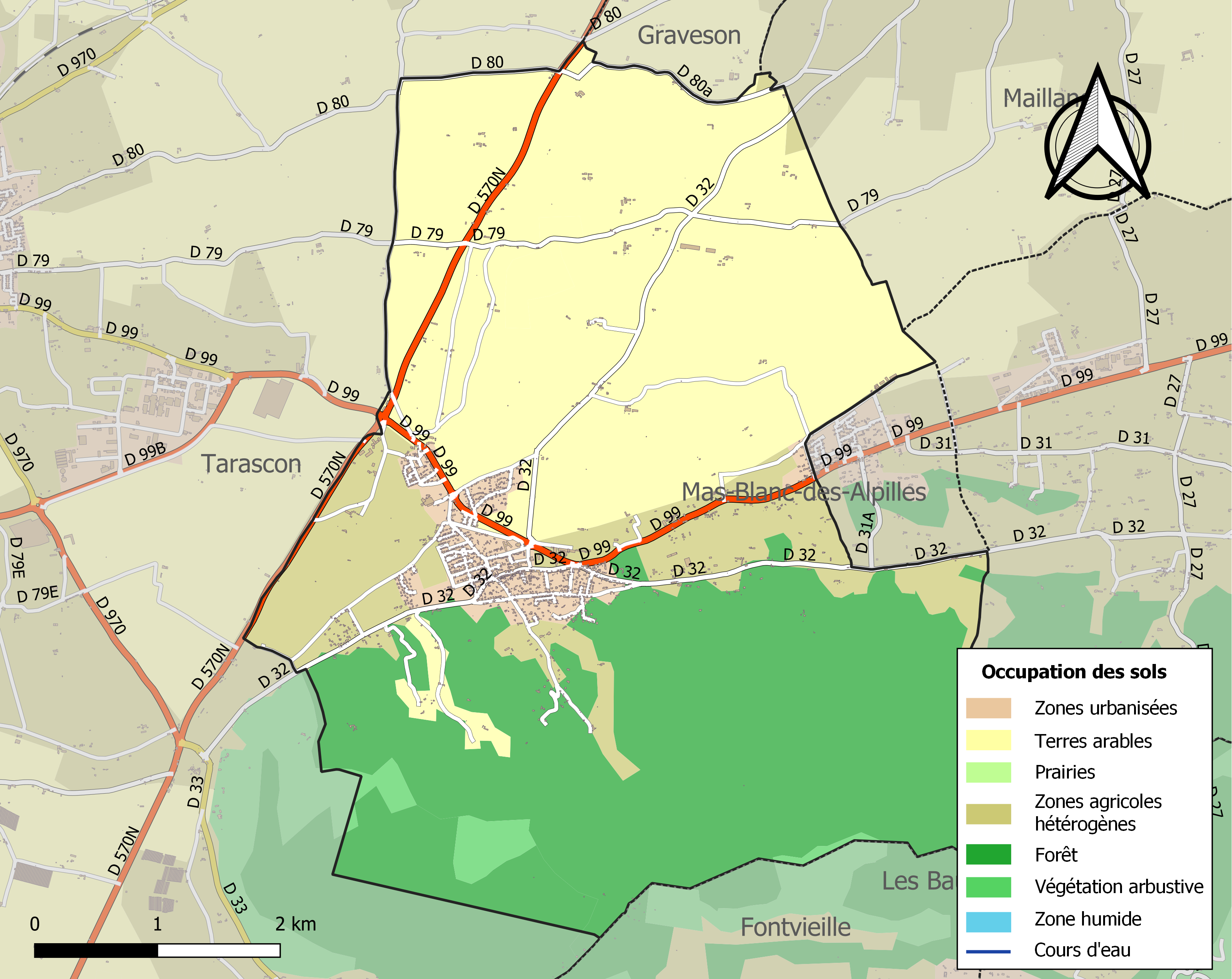

## Demografie
Onderstaande figuur toont het verloop van het inwonertal.
Vanwege een beveiligingsprobleem met de MediaWiki Graph-software is het momenteel niet mogelijk deze grafiek weer te geven. Zodra de software is bijgewerkt zal de grafiek vanzelf weer zichtbaar worden.